# Kymograph

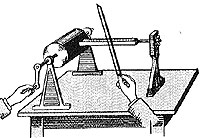
Kymograph des Thomas Young

Blutdruckversuch mit einem Kymographen (1891)

Ein Kymograph („Wellenschreiber“) ist ein Gerät zur graphischen Aufzeichnung einer Position über die Zeit. Er besteht aus einer rotierenden Walze mit aufgespanntem (berußtem) Papier, auf dem ein Schreibgerät oder Griffel durch Positionsveränderungen in einer Sensormechanik bewegt wird und Spuren aufzeichnet.
Der erste Kymograph geht auf Thomas Young zurück, welcher 1807 in der Schrift A course of lectures on natural philosophy and mechanical arts sein selbstgebautes Modell präsentierte.
Auch der Physiologe Carl Ludwig entwickelte einen Kymographen in den 1840ern zunächst zum Zwecke der intrusiven Blutdruckmessung, den er 1846 als Kymographion (griechisch κυμογράφιον) und ersten, ihn weltbekannt machenden, Blutdruck-Kurvenschreiber vorstellte. Im weiteren dienten die Geräte – wie das später von Hermann von Helmholtz entwickelte Myographion – auch zur Aufzeichnung von Muskelkontraktionen und anderen physiologischen Bewegungsprozessen, aber auch der Schallanalyse. Im Gegensatz zum Phonographen kam es hierbei aber nicht auf die Wiederabspielbarkeit, sondern nur auf die graphische Repräsentation der Schallwellen an.
Carl Ludwig übte mit seinem Kymographen einen großen Einfluss auf die Weiterentwicklung der Physiologie aus. Innerhalb weniger Jahre wurden „erst von deutschen Physiologen, dann besonders auch durch Marey in Frankreich eine Vielzahl selbstregistrierender Geräte entwickelt und in der physiologischen Forschung eingesetzt“.